# Meeteetse
Meeteetse és una població dels Estats Units a l'estat de Wyoming. Segons el cens del 2000 tenia 351 habitants.

## Demografia
Segons el cens del 2000, Meeteetse tenia 351 habitants, 151 habitatges, i 94 famílies. La densitat de població era de 165,3 habitants/km².
Dels 151 habitatges en un 27,2% hi vivien nens de menys de 18 anys, en un 56,3% hi vivien parelles casades, en un 4,6% dones solteres, i en un 37,1% no eren unitats familiars. En el 32,5% dels habitatges hi vivien persones soles el 15,9% de les quals corresponia a persones de 65 anys o més que vivien soles. El nombre mitjà de persones vivint en cada habitatge era de 2,32 i el nombre mitjà de persones que vivien en cada família era de 3.
Per edats la població es repartia de la següent manera: un 24,8% tenia menys de 18 anys, un 5,4% entre 18 i 24, un 24,8% entre 25 i 44, un 28,5% de 45 a 60 i un 16,5% 65 anys o més.
L'edat mediana era de 40 anys. Per cada 100 dones de 18 o més anys hi havia 95,6 homes.
La renda mediana per habitatge era de 29.167 $ i la renda mediana per família de 31.953 $. Els homes tenien una renda mediana de 21.250 $ mentre que les dones 18.125 $. La renda per capita de la població era de 12.030 $. Entorn del 5,8% de les famílies i el 10,9% de la població estaven per davall del llindar de pobresa.

## Poblacions més properes
El següent diagrama mostra les poblacions més properes.